# Hôtel de Montesson
L’hôtel de Montesson était un hôtel particulier construit en 1772 au niveau de l'actuelle 40, rue de la Chaussée-d'Antin pour la marquise de Montesson par Alexandre-Théodore Brongniart, sur un terrain acheté en 1769 à bas prix par l’architecte, s’étendant entre la rue de Provence, la rue Taitbout, l’emplacement de l’actuel boulevard Haussmann et la rue de la Chaussée d’Antin. L’hôtel communiquait avec un hôtel également construit par Brongniart pour le duc d'Orléans, son amant puis époux, au 52 rue de la Chaussée d’Antin, par un vaste jardin anglo-chinois orné de passages sous voutes de verdure.
L’hôtel comprenait une chapelle où fut célébré le 23 avril 1773 le mariage secret de Madame de Montesson avec le duc d’Orléans. Madame de Montesson y tenait un brillant salon et avait installé une salle de spectacle où vint Voltaire en 1778,.
L’hôtel, qui était la résidence de l'ambassadeur d'Autriche, Charles Philippe de Schwarzenberg, sous le Premier Empire, fut détruit par un incendie en 1810. Peu après le mariage de Napoléon Ier avec Marie-Louise d'Autriche, l'ambassadeur donne un bal en leur honneur et en leur présence. La salle de danse temporaire intégrée au jardin, faite de murs en bois recouverts de toile cirée, a pris feu et provoqué un exode massif, sous lequel les marches en bois se sont effondrées et les gens ont été piétinés et sont tombés. L'incendie dont les vastes actions d'extinction sont supervisé par l'Empereur lui-même, coûta la vie à vingt personnes, dont la belle-sœur de l'ambassadeur, Pauline d'Arenberg, épouse de son frère aîné Joseph II, prince de Schwarzenberg, et la princesse Sophia Theresia von der Leyen, épouse du prince François-Philippe von der Leyen.
La cité d'Antin fut construite en 1829 à son emplacement. Par ailleurs, cet incendie et sa gestion auront pour conséquence une réorganisation complète du corps des gardes-pompes, équivalent des pompiers à l'époque, en ce qui deviendra aujourd'hui la Brigade de Sapeurs-Pompiers de Paris.

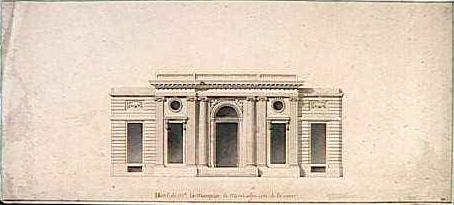
Hôtel de Montesson.
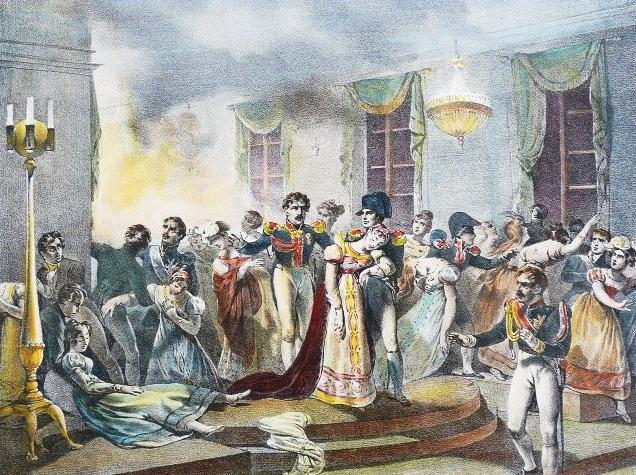
Incendie de l’ambassade d’Autriche à Paris (1810).